# Astyanax aramburui
Astyanax aramburui är en fiskart som beskrevs av Protogino, Miquelarena och López 2006. Astyanax aramburui ingår i släktet Astyanax och familjen Characidae. Inga underarter finns listade.